# Bliny
I bliny (in russo блины?; al singolare blin, блин), o blini, sono frittelle sottili a base di farina, uova, latte (o acqua, o yogurt) e lievito, di forma circolare e del diametro che corrisponde alla padella in cui vengono fritti. Sono tipici della cucina russa; assomigliano agli olad'i (i quali sono più piccoli e spessi) e alle crespelle, ma, rispetto a queste ultime, necessitano di lievitazione. Esiste tuttavia la variante non lievitata, chiamata blìnčiki. Talvolta invece del lievito di birra si usa la polvere lievitante.

## Accompagnamento
Si mangiano tradizionalmente caldi con panna acida o burro, ma anche con pesce affumicato, funghi o condimenti a piacere. La versione dolce si accompagna con la confettura (варенье), miele, ricotta (творог).
È diffusissima l'usanza di riempire bliny, ma soprattutto blinčiki, con varie farciture (carne, verdure, formaggio fresco, funghi), ripiegarli e ripassarli in padella.
Per le grandi occasioni o nei ristoranti di un certo livello si possono servire con il caviale, il salmone affumicato o le uova di salmone, arrotolati dopo che vi si è adagiata sopra una cucchiaiata di smetana e salmone o caviale.
Esiste la versione con l'impasto preparato con grano saraceno, accompagnata da farciture preferibilmente salate (funghi, carne, caviale o aringhe con panna), ma anche dolci.
Da tradizione, i bliny vengono preparati per la festa della Màslenica, anticamente mangiati soprattutto col burro (in russo: maslo, масло).